# Bâton d'Aaron

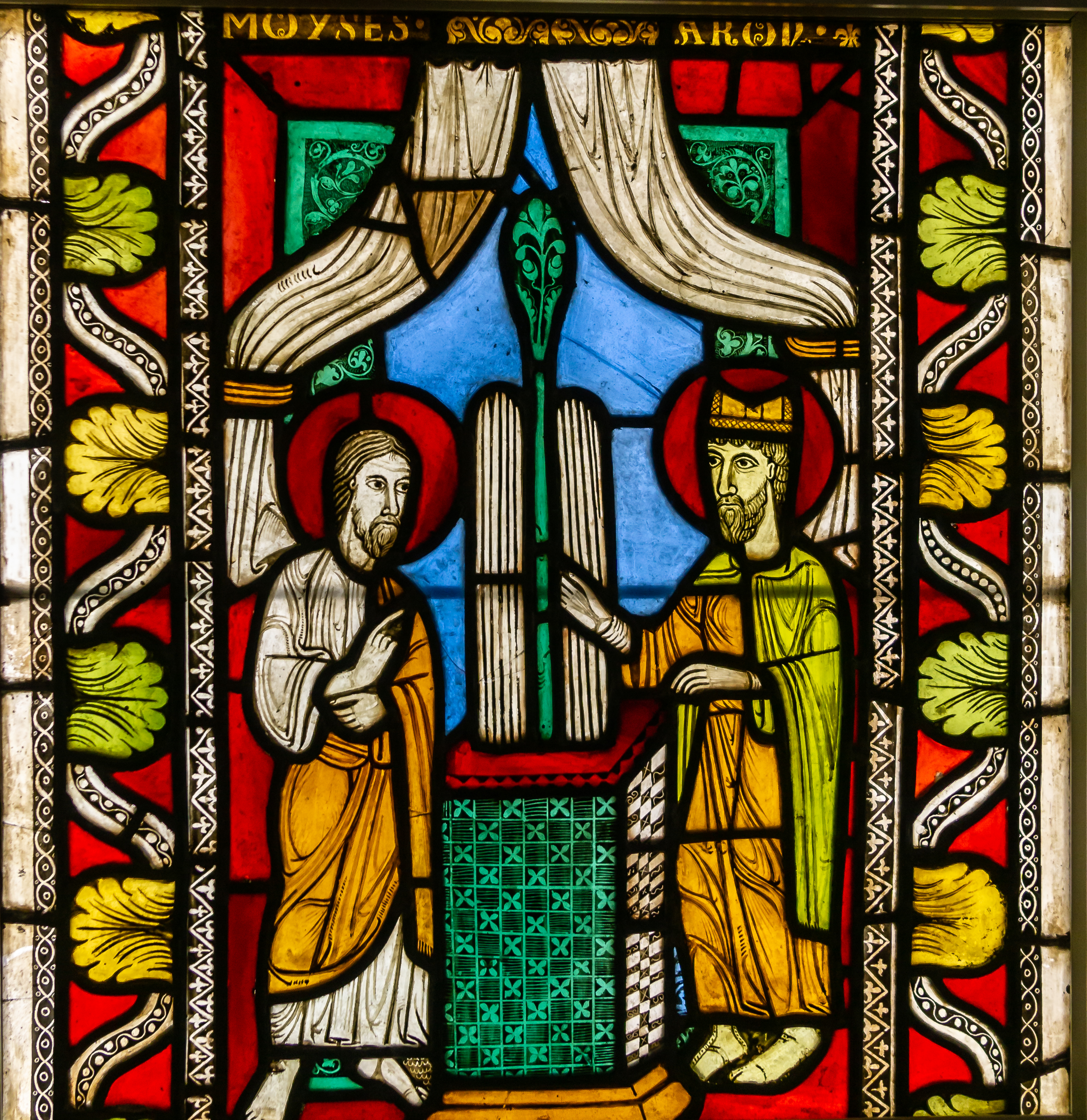
L'épanouissement végétal ou la floraison de la verge d'Aaron, vitrail de Gerlachus de (v. 1170), abbaye d'Arnstein, Allemagne.

Le bâton d’Aaron est l’archétype du bâton des rois. Il représente peut-être la genèse du modèle fondamental du sceptre.

## Historique
D’après le Midrash Rabba, il a été précédemment trouvé par Moïse lors de sa fuite en pays Madian. À son arrivée, il extrait miraculeusement ce bâton de la roche où il était emprisonné (acte symbolique repris par le mythe légendaire du roi Arthur). Cet évènement lui vaut une renommée incontestable et la considération du grand prêtre Jéthro qui lui donnera sa fille Tzippora en mariage.
Il reviendra doté de ce bâton,,, et accompagné de son frère Aaron, fera sortir les Hébreux d’Égypte (Exode, Livre II du Pentateuque). Le bâton constitue avec la robe et le sceau, les trois attributs de la royauté accordée par Dieu au roi d’Israël selon la Thora. Même si les textes restent pudiques sur la question, il est transmis d’Adam à Isaac, à Jacob, à Joseph, à Juda, à Perez, à Moïse, à Aaron jusqu’au premier roi d’Israël, David (Genèse, XXXVIII, 26).

## Articles liés
- Bâton de Moïse
- Main de justice
- Sceptre